# Pourcieux
Pourcieux este o comună în departamentul Var din sud-estul Franței. În 2009 avea o populație de 1.109 de locuitori.

## Evoluția populației
| An        | 1975 | 1982 | 1990 | 1999 | 2006  | 2009  |
| --------- | ---- | ---- | ---- | ---- | ----- | ----- |
| Populație | 256  | 281  | 527  | 921  | 1.043 | 1.109 |